# Halista batillosa
Halista batillosa (лат.) — вид молей-лецитоцерид, единственный в составе рода Halista (Lecithoceridae). Название происходит от латинского batillus (= лопатка) по лопатовидному сегменту губных щупальцев, а имя рода связано с греческим словом (hali), означающем «море» и окончанием — ista (относящийся к типовой местности в Тихом океане).

## Распространение
Филиппины, Палаван, Mantalingajan.

## Описание
Небольшие молевидные бабочки с размахом крыльев менее 1 см (длина крыльев 5—6 мм). Передние крылья от светло-жёлтого до светло-оранжевого, с темно-коричневыми пятнами. Отличается уникальным среди всех представителей семейства специализированным расширенно-вогнутым 2-м сегментом губных щупиков (который имеет форму лопатки, вогнут на внутренней поверхности), небольшим шиповидным 3-м сегментом, передние ноги с длинными волосковидными бледно-жёлтыми чешуйками; заднее крыло с очень необычно длинной жилкой М2, простирающейся от основания жилки R до термена; мужские гениталии без хвостового отростка в юксте; брюшко с длинным волосяным пучком на пятом сегмента.

## Классификация
Вид был описан в 2020 году корейскими энтомологами и выделен в монотипический род Halista (Lecithoceridae). По строению Halista рассматривается близким к роду Frisilia и включён в подсемейство Lecithocerinae.